# Адеър (окръг, Мисури)
Окръг Адеър (на английски: Adair County) е окръг в щата Мисури, Съединени американски щати. Площта му е 1474 km², а населението - 24 977 души (2000). Административен център е град Кърксвил.